# Stasin (gmina Józefów nad Wisłą)
Stasin – wieś w Polsce położona w województwie lubelskim, w powiecie opolskim, w gminie Józefów nad Wisłą.
W latach 1975–1998 miejscowość administracyjnie należała do ówczesnego województwa lubelskiego.
Wieś rolnicza, uprawa zbóż oraz rozwinięte sadownictwo, głównie plantacje malin.
Wieś stanowi sołectwo w gminie Józefów nad Wisłą. Według Narodowego Spisu Powszechnego z roku 2011 wieś liczyła 61 mieszkańców.